# Baptisterio de Pisa
El Baptisterio de Pisa, dedicado a San Juan el Bautista, está frente a la catedral en el extremo occidental de la Piazza dei Miracoli.  Comenzó a construirse en el año 1152, y fue concluido en el 1363. Es el ejemplo de baptisterio independiente más reconocido del mundo. En 1987, el conjunto patrimonial de la plaza fue declarado Patrimonio de la Humanidad por la Unesco.

## Historia
El redondo edificio románico comenzó a construirse en 1152, en sustitución de un antiguo baptisterio más pequeño que estaba situado donde se ubica el camposanto, y se concluyó en 1363. Se inauguró en el mes de agosto según lo que reza la inscripción: 

MCLIII Mense August fundata fuit haec («En el mes de agosto de 1153 fue aquí fundada...»

Fue el segundo edificio de la plaza en erigirse después de la catedral y antes de la torre. Se construyó en estilo románico por un arquitecto conocido como Deustesalvet («Diostesalve»), quien trabajó también en la  iglesia del Santo Sepulcro en la ciudad. Su nombre está mencionado en un pilar interior, como Diotosalvi magister. La construcción, sin embargo, no terminó hasta el siglo XIV, cuando la loggia, la planta superior y la cúpula fueron añadidos en estilo gótico por Nicola y Giovanni Pisano y Cellino di Nese.

## Arquitectura
Es el baptisterio más grande de Italia. Su perímetro mide 107,25 metros. Contando la estatua de San Juan Bautista (atribuida a Turino di Sano) en la parte superior de la cúpula, su altura es 54,86 m, unos centímetros más alta que la Torre Inclinada. El espesor de los muros en la base es 2,63 m. 
Presenta una curiosa cúpula troncocónica, similar a la de la iglesia pisana del Santo Sepulcro, de los Caballeros Hospitalarios del mismo autor. La técnica constructiva de las cúpulas semiesféricas o poligonales era casi desconocida en esa época. El proyecto original del maestro Deustesalvet pretendía imitar arquitectónicamente a la Cúpula de la Roca (que se creía construida sobre las ruinas del Templo de Salomón) en la parte externa y en la interna a la Anastasis o Basílica del Santo Sepulcro, ambas en Jerusalén. Posteriormente, Nicola y Giovanni Pisano adaptaron el proyecto al estilo gótico añadiéndole galerías y la cúpula semiesférica. La cúpula está cubierta de tejas en el lado occidental y placas de plomo en el oriental. Probablemente esta diferencia en la cobertura fue debida a la falta de presupuesto de la obra, así como la ausencia de frescos en el techo, que se habían planificado originariamente.
La pequeña cúpula que cierra la mayor, coronada por la estatua de San Juan Bautista, fue añadida con posterioridad. En el proyecto original, existía un óculo por el que entraba la luz que iluminaba la pila bautismal. En otros baptisterios antiguos, dicha apertura se utilizaba para llenar con agua de lluvia la pila, pero no ocurría lo mismo en el caso de Pisa, donde esta no contaba con desagües: los bautismos, en aquel momento, ya se hacían de una manera similar a la actual, de forma simbólica con pequeñas cantidades de agua bendita.
El portal, que queda frente a la fachada de la catedral, está flanqueado por dos columnas clásicas, mientras que las jambas interiores están ejecutadas en estilo bizantino. El dintel está dividido en dos pisos. El inferior representa varios episodios de la vida de San Juan Bautista, mientras que el superior muestra a Cristo entre la Virgen y San Juan Bautista, flanqueados por ángeles y evangelistas.
Cimentada sobre el mismo suelo arenoso que la torre, el baptisterio está inclinado 0,6 grados hacia la catedral.

## Interior

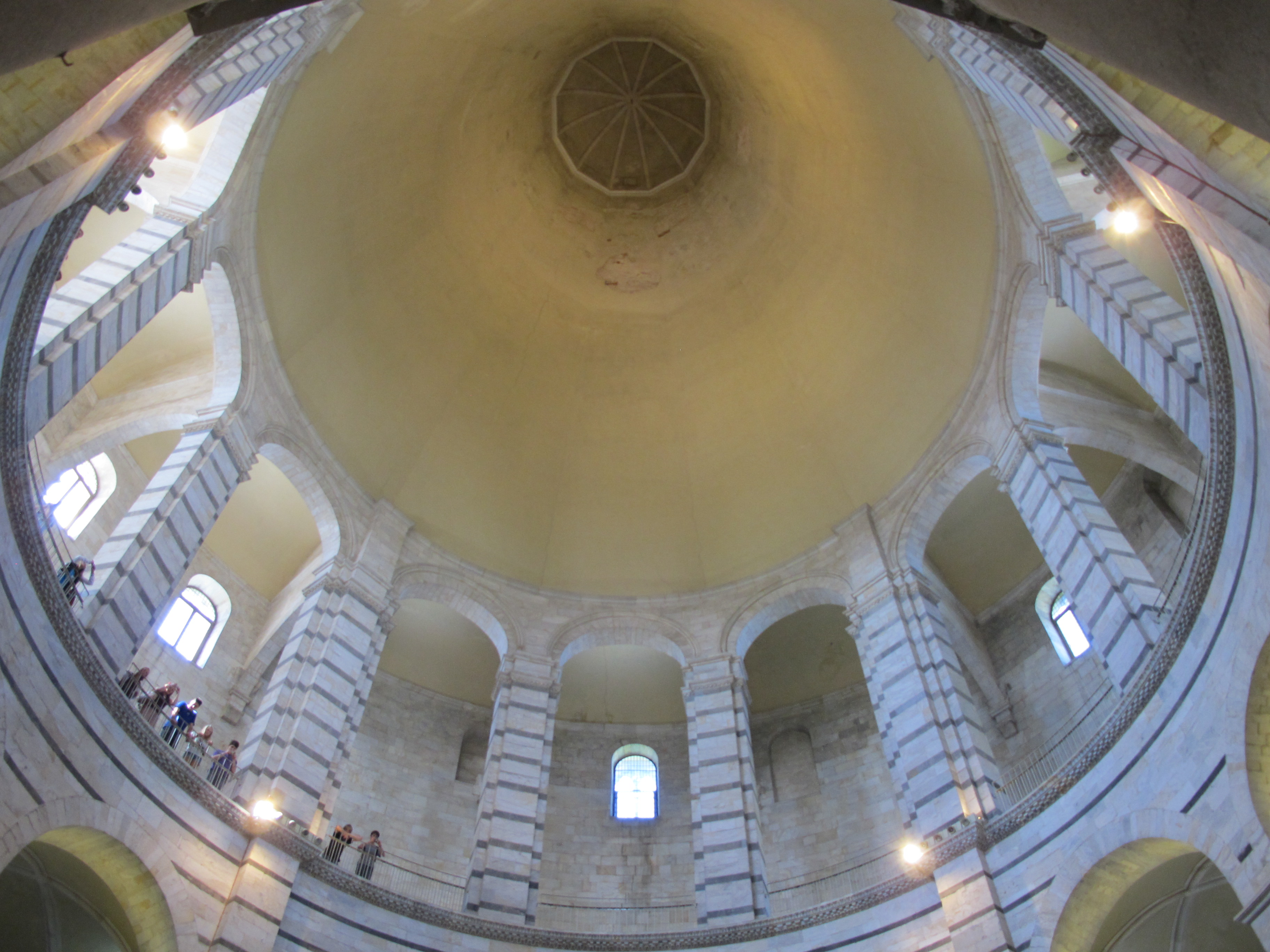
Vista del interior del Baptisterio de Pisa

La inmensidad del interior es impresionante, pero es sorprendentemente sencillo y carece de decoración. Tiene también una acústica destacada.
La pila bautismal octogonal, situada sobre tres escalones en el centro del baptisterio, data de 1246 y es obra de Guido Bigarelli de Arogno. La escultura de bronce de San Juan Bautista, en el centro de la pila, es una obra de Italo Griselli.

### Púlpito
El púlpito fue esculpido entre 1255 y 1260 por Nicola Pisano, padre de Giovanni Pisano, el artista que realizó el púlpito de la catedral. Contiene escenas de la vida de Cristo en cinco paneles, mientras que en las columnas está coronadas con representaciones de las virtudes. Las esculturas del púlpito, y especialmente la forma clásica del Hércules desnudo, son buen ejemplo de las cualidades de Nicola Pisano como el más importante precursor de la escultura renacentista italiana al restablecer las representaciones antiguas. Por lo tanto, las investigaciones sobre el renacimiento italiano normalmente comienzan con el año 1260, el año en que Nicola Pisano fechó su púlpito.

## Galería fotográfica

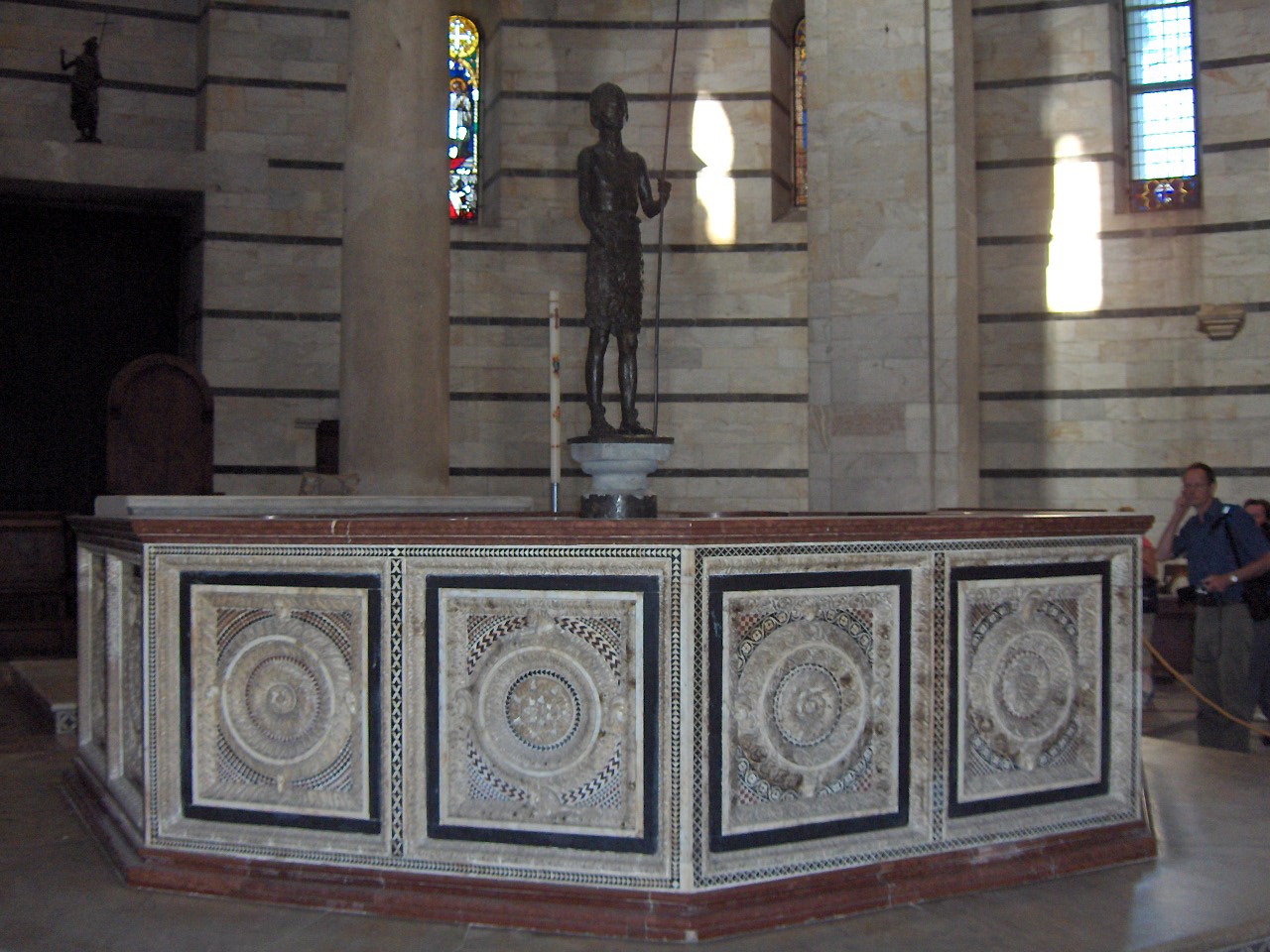
Pila bautismal, por Guido Bigarelli da Como.
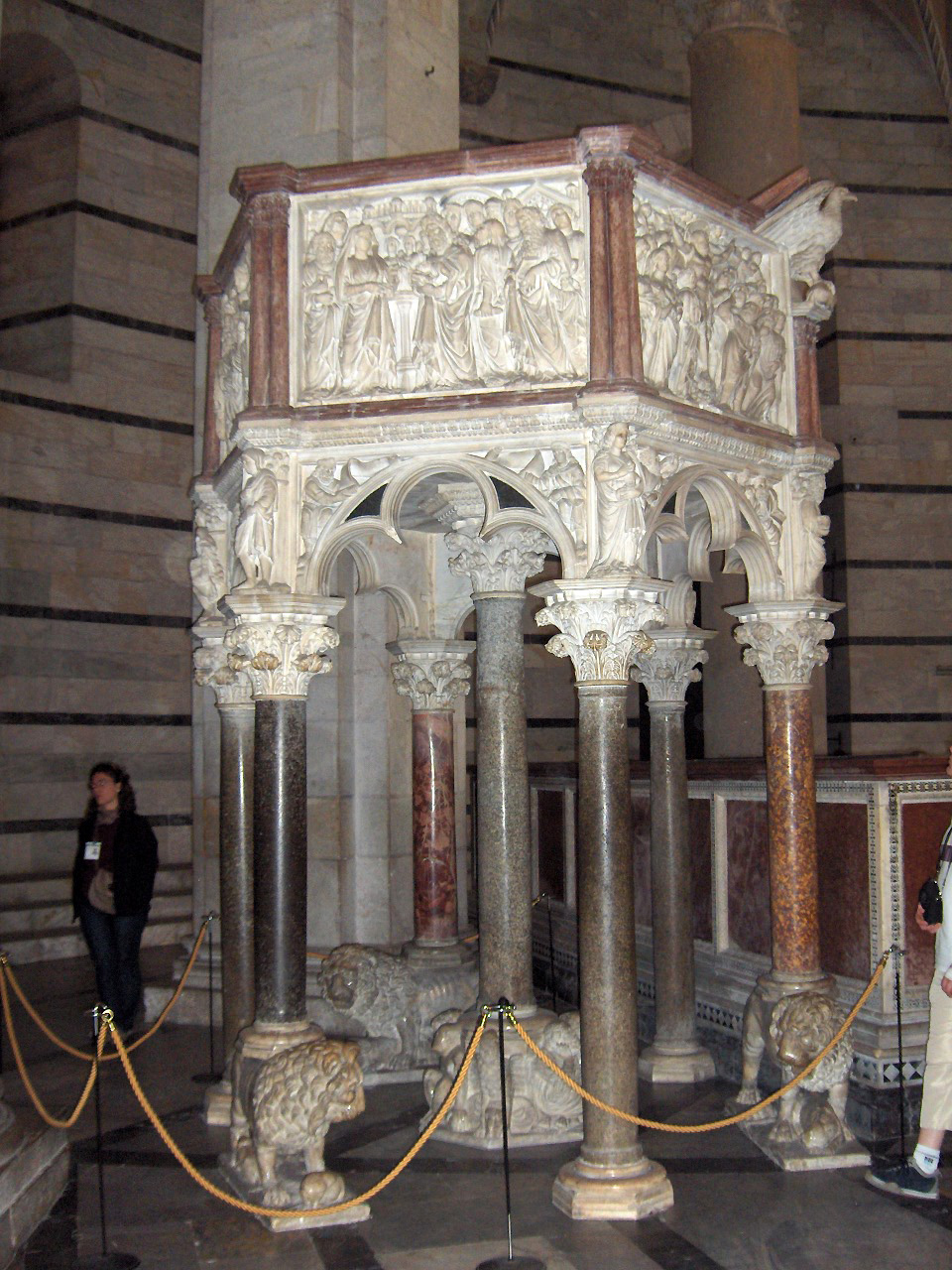
Púlpito, por Nicola Pisano.
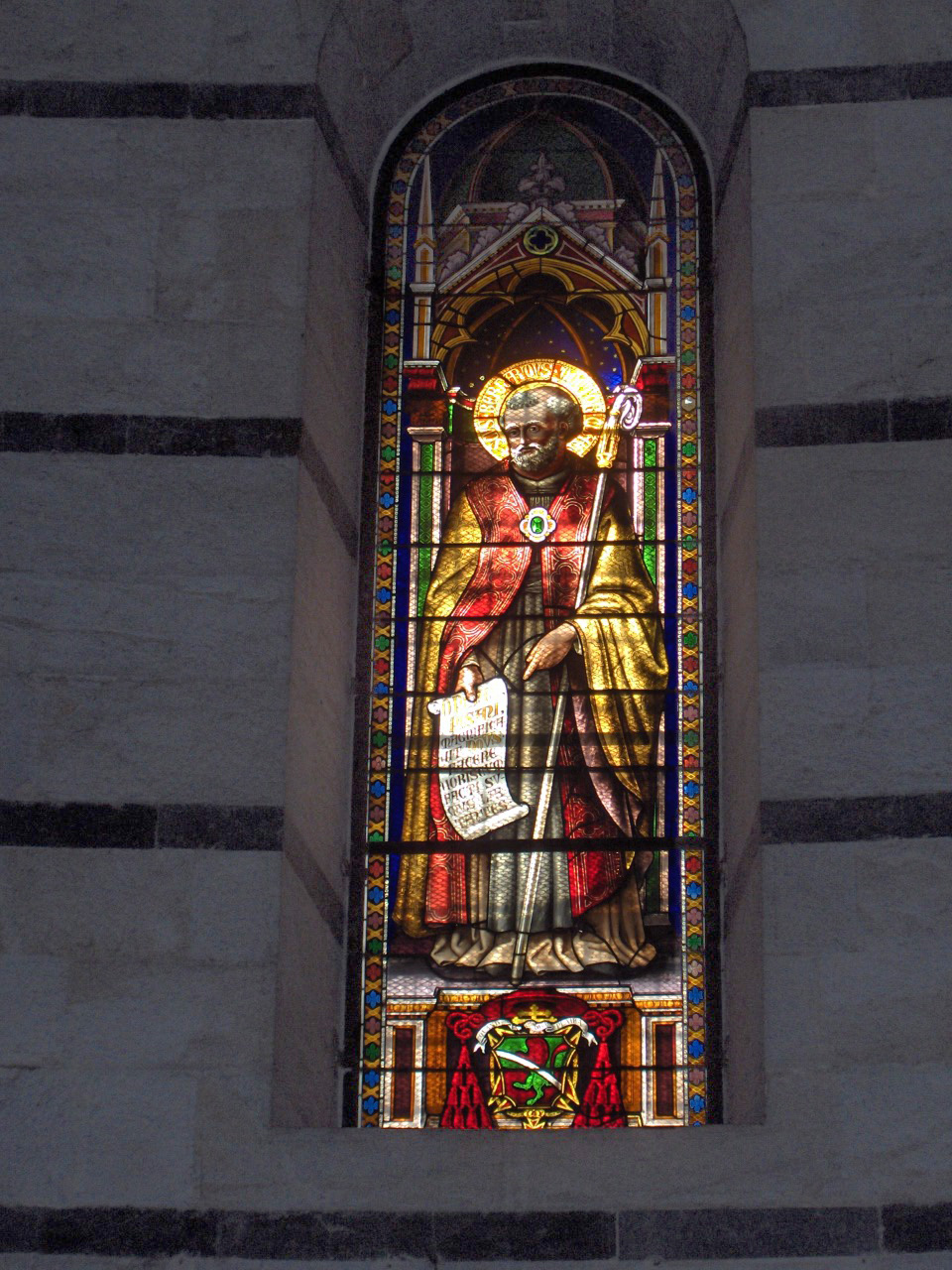
Vidriera.
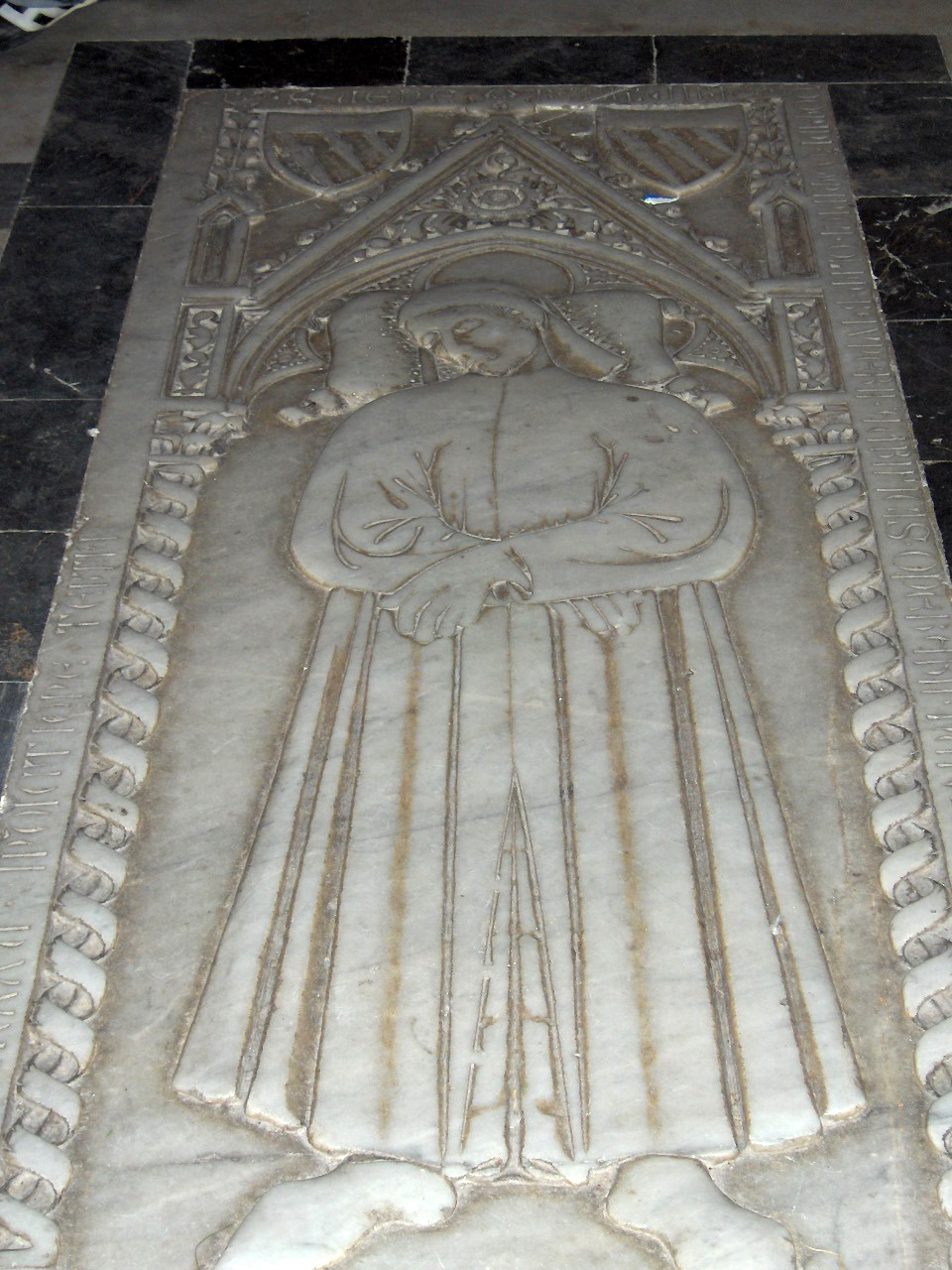
Tumba.
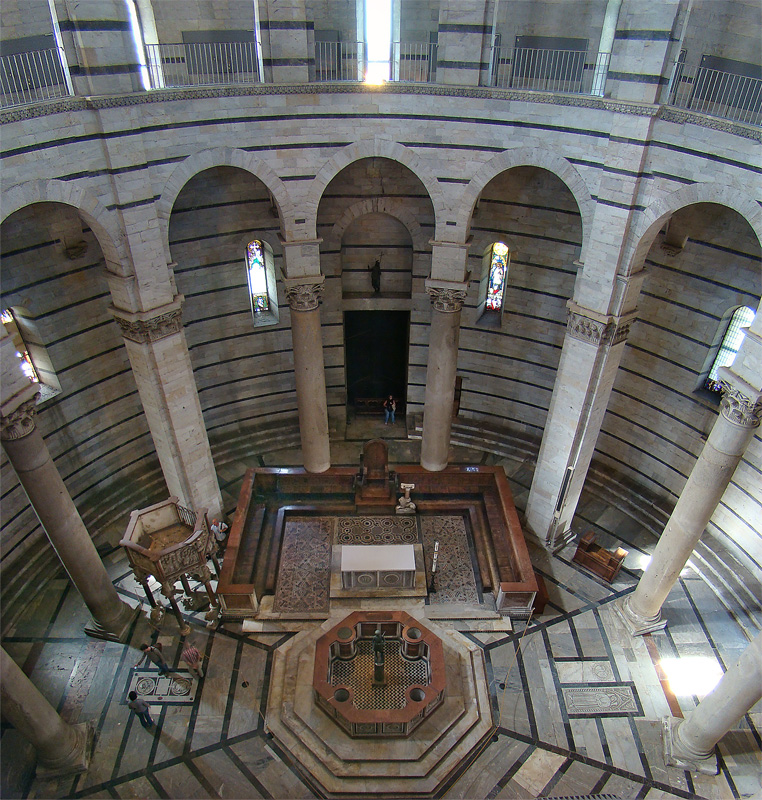
Interior del baptisterio.
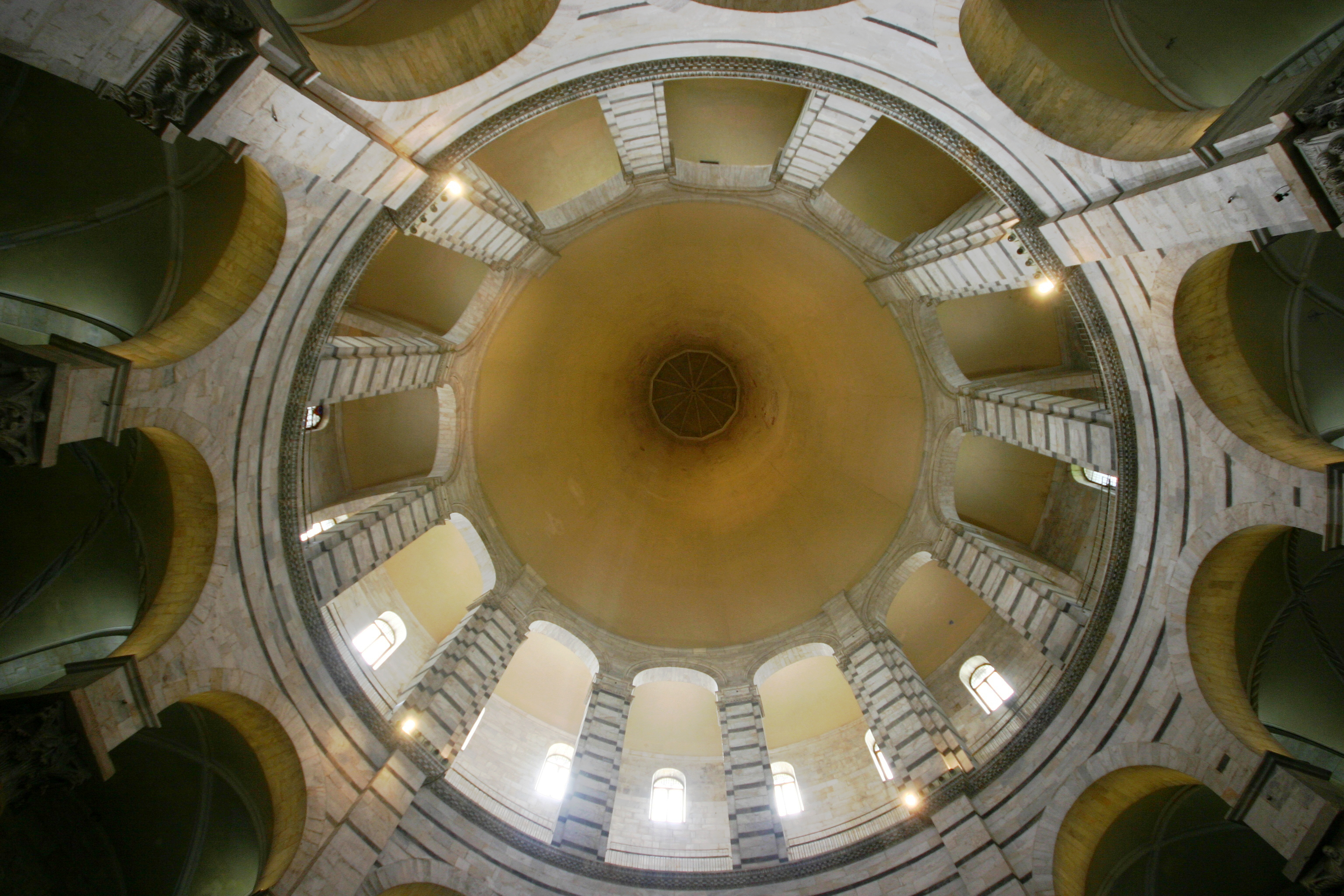
Cúpula.
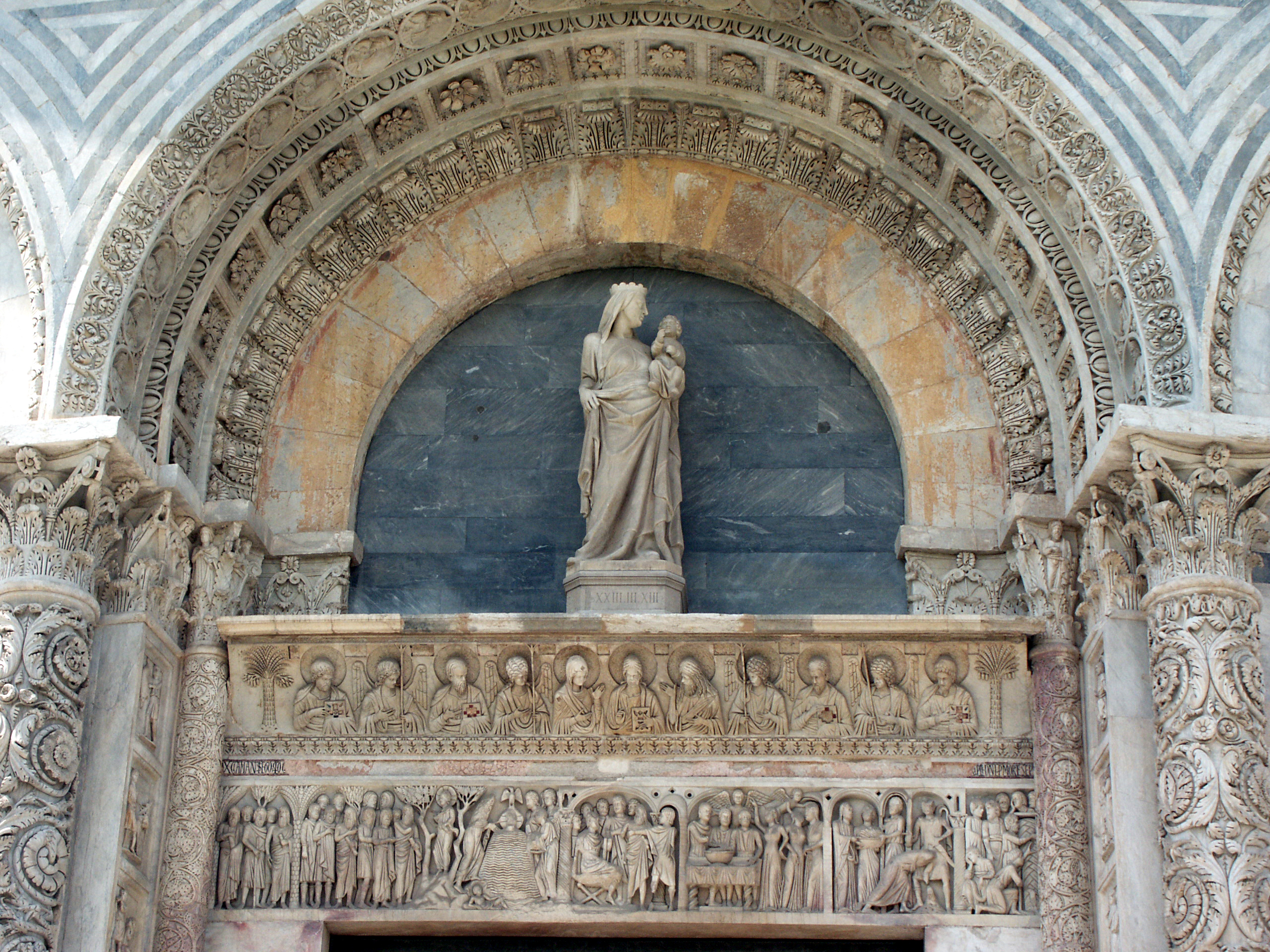
Tímpano de la entrada principal.
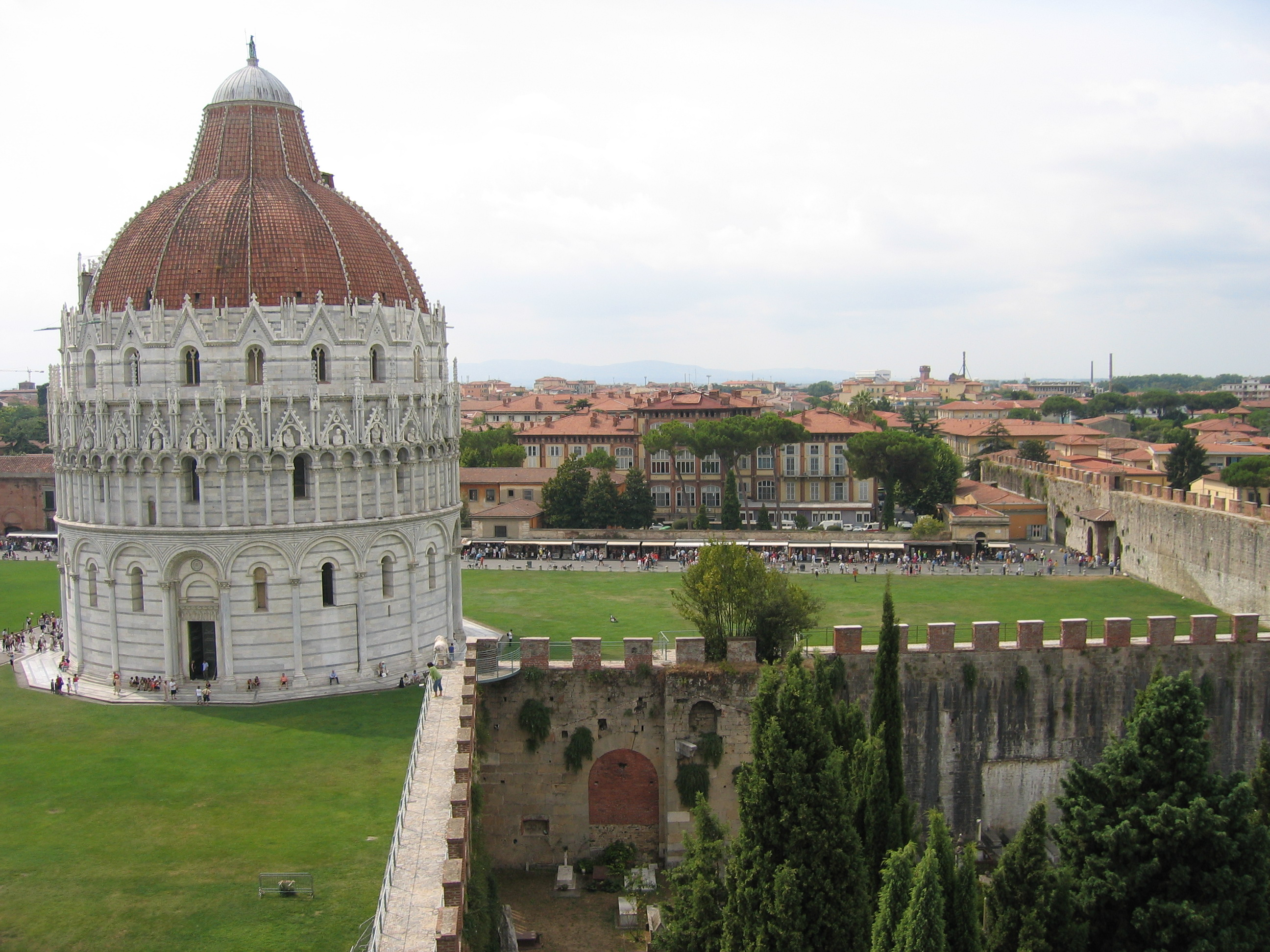
Vista exterior.